# Yauco
Yauco es un municipio localizado en la región suroeste del Estado Libre Asociado de Puerto Rico. Yauco está repartida en 20 barrios y Yauco Pueblo, el centro administrativo y principal pueblo del municipio.

## Historia
La raíz etimológica de Yauco viene de yuca. Era la región sudoriental conocida como Coayuco. Este pueblo ya existía como comunidad indígena mucho antes del descubrimiento de Puerto Rico. Yauco era la capital indígena de la isla de Borikén. Juan Ponce de León llegó a la isla para explorarla y colonizarla en el 1508, entrando por la Bahía de Guánica. Este se dirigió al Coayuco, sede del cacique principal de la Isla, llamado Agüeybaná.
Ya para el 1755 los vecinos de este territorio habían erigido una ermita bajo el patrocinio de Nuestra Señora del Rosario y mantenían un capellán para atender sus necesidades religiosas. Dichos vecinos dieron poder a Fernando Pacheco para que este solicitara del Gobierno autorización para fundar pueblo. En enero de 1755 Fernando Pacheco presentó a la Corona la solicitud de los vecinos. El 29 de febrero del siguiente año el Rey autorizó la fundación teniendo en cuenta que ya existía la ermita, que se contaba con los servicios de capellán, y que se habían destinado terrenos para las obras municipales. Pacheco fue nombrado Primer Teniente de guerra de la recién creada población. Esto ocurrió bajo la gobernación del Capitán General Felipe de Estenós.

### Inmigración corsa delsigloXIX

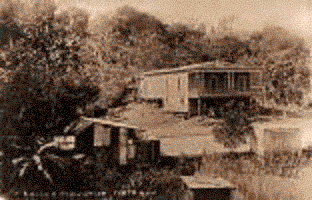
Principios de una plantación de café en Yauco (antes de 1920)

Yauco era un centro de inmigración corsa en Puerto Rico durante el siglo XIX debido a su similitud geográfica con su tierra natal. 
Según el Real Decreto español de las Gracias, se otorgaron a los corsos y otros inmigrantes de tierras y en un principio dio una «Carta de Domicilio» después de jurar lealtad a la Corona española y la fidelidad a la Iglesia católica. Después de cinco años podrían solicitar una «Carta de Naturalización» que les haría súbditos españoles.  Cientos de corsos y sus familias emigraron a Puerto Rico desde tan temprano como 1830, y su número alcanzó su punto máximo en la década de 1850.
Los primeros colonos españoles se asentaron y fueron dueños de la tierra en las zonas costeras, los corsos tendían aestablecerse en la región suroeste montañoso de la isla, primordialmente en los municipios de Adjuntas, Lares, Utuado, Ponce, Coamo, Guayanilla y Guánica. Sin embargo, fue Yauco cuya rica zona agrícola atrajo la mayoría de los colonos de Córcega.

Los tres principales cultivos en Yauco fueron café, caña de azúcar y el tabaco. Los nuevos pobladores se dedicaban al cultivo de estas cosechas y dentro de un corto período de tiempo, algunos eran incluso capaces de poseer y operar sus propias tiendas de comestibles. Sin embargo, fue con el cultivo del grano de café que harían sus fortunas.

Para la década de 1860 los colonos corsos eran los líderes de la industria del café en Puerto Rico y siete de cada diez plantaciones de café fueron propiedad de los corsos.

## Contexto geográfico
El municipio de Yauco en el suroeste de la Isla, es uno de los diez que forman el antiguo distrito de Ponce. Se sitúa en el valle del río homónimo, y su término se reparte entre las colinas semiáridas del sur y el llano costanero del sur. La agricultura tradicional es la caña de azúcar, el café y el algodón. El café de Yauco fue tan importante a principios de siglo que dio nombre a una variedad de este. Fundada en el 29 de febrero de 1756, fue importante además como centro ferroviario, antes de que dejara de estar operativo este medio en el país. La industria textil, de la madera, la energía hidroeléctrica y las minas de sal, son riquezas que se añaden a su término.
Situado en la llanura costera meridional cerca del extremo suroccidental de la isla, es un importante enlace entre las ciudades de Ponce y Mayagüez.

## Barrios

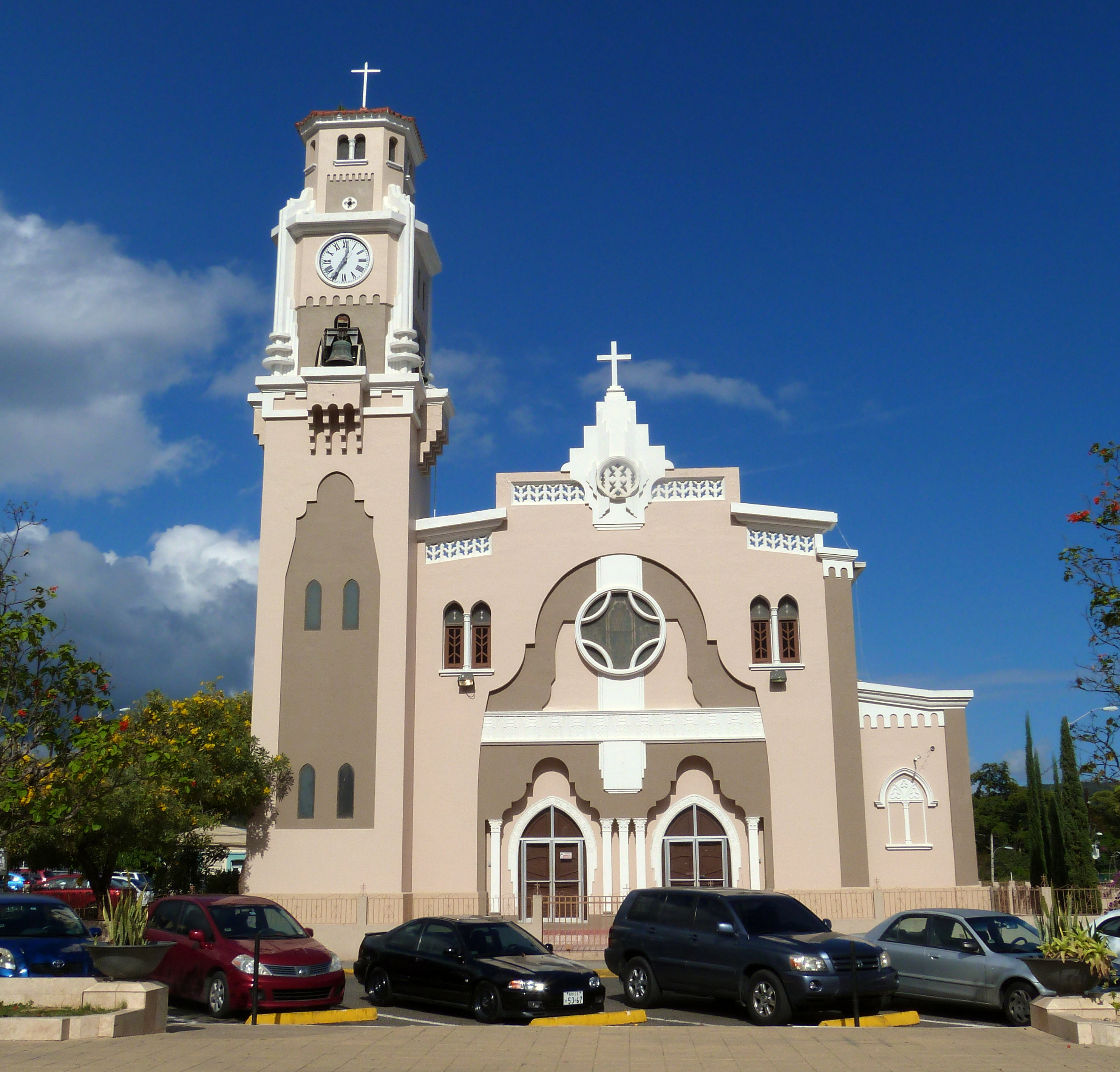
Iglesia en la plaza de Yauco Pueblo

El municipio de Yauco está repartida en 20 barrios y Yauco Pueblo, el centro administrativo y principal pueblo del municipio.
- Aguas Blancas
- Algarrobo
- Almácigo Alto
- Almácigo Bajo
- Barinas
- Collores
- Diego Hernández
- Duey
- Frailes

- Jácanas
- Naranjo
- Quebradas
- Ranchera
- Río Prieto
- Rubias
- Sierra Alta
- Susúa Alta
- Susúa Baja
- Vegas
- Yauco Pueblo

## Economía
El municipio se ha distinguido por la producción agrícola de frutos menores, especialmente en el cultivo del café. El café cultivado en las montañas de Yauco, le ha validado grandes atributos como: «el mejor café aromático del mundo». Es por esto que Yauco se le conoce como el Pueblo del Café. Cuentan los historiadores y economistas que de Yauco se exportaba el mejor café para el Vaticano.
El pueblo de Yauco ha tenido desde siempre, una larga tradición comercial. Fray Iñigo Abbad señala que para el 1776, ya el pueblo de Yauco mercadeaba con las islas vecinas sus productos agrícolas, maderas, intercambiándolas por ropa.
Yauco Pueblo ha tenido un desarrollo vertiginoso en los últimos 20 años, trayendo un gran progreso en el comercio, como por ejemplo: Yauco Plaza, Yauco Plaza II, Yauco Shopping Center, Barinas Shopping Center, Centro Comercial El Cafetal. También existen en Yauco gran número de industrias como por ejemplo: fábrica de muebles, Borinquen Biscuits Company, Pastas Excelsior, entre otras.